# Twenty Two (La Dimensió Desconeguda)
"Twenty Two" és el dissetè episodi de la segona temporada, i el 53è total de la sèrie de televisió d'antologia La Dimensió Desconeguda. Es va emetre originalment el 10 de febrer de 1961 a CBS. La història va ser adaptada per Rod Serling d'una breu anècdota a l'antologia de Random House de 1944 Famous Ghost Stories, que en si mateix era una adaptació de "The Bus-Conductor", un conte breu de E. F. Benson publicat a The Pall Mall Magazine l'any 1906. Va ser un dels sis episodis de la segona temporada que es van rodar en cinta de vídeo en un experiment de curta durada destinat a reduir costos i va ser dirigit per Jack Smight.

## Narració d'obertura
| « | Aquesta és la senyoreta Liz Powell. És ballarina professional i està a l'hospital com a conseqüència de l'excés de treball i la fatiga nerviosa. I en aquest moment acabem de caminar amb ella en un malson. En un moment es despertarà i nosaltres romandrem al seu costat. El problema aquí és que tant la senyoreta Powell com tu arribaràs a un punt en què pot ser difícil decidir quina és la realitat i quina és un malson, un problema poc comú potser però més aviat propi de la Dimensió Desconeguda. | » |

## Aegument
Liz Powell es desperta a la seva habitació de l'hospital amb el fort tic-tac d'un rellotge. Llança un got d'aigua al terra, trencant-lo, i després segueix el so dels passos cap al vestíbul. Veu que una infermera, mig amagada a l'ombra, baixa al soterrani de l'ascensor. Segueix a la infermera i troba la morgue de l'hospital, habitació 22. La infermera surt de l'habitació i diu: "Casa per a un més, mel". La Liz crida i fuig cap a l'ascensor.
La Liz es desperta, l'experiència és un malson. La Liz és una ballarina professional, hospitalitzada per l'esgotament, i ha tingut el mateix malson recurrent i viu. Ella insisteix que el somni li està passant realment, tot i que el seu agent, Barney, sembla dubtós. El seu metge intenta assegurar-li que això és impossible. Ell porta la infermera de nit que assisteix a la morgue, i la Liz no la reconeix. El metge suggereix a la Liz que intenti un experiment de somni lúcid i alterar un detall del somni.
Aquella nit, el somni comença de nou. La Liz visualitza un paquet de cigarrets al costat del got de la tauleta de nit. Quan el rellotge la desperta, va agafar un cigarret en comptes del got. Deixa caure l'encenedor i, mentre arriba per recuperar-lo, l'altra mà fa caure el vidre a terra. El somni continua com abans, acabant a la morgue. La Liz es desperta histèrica i cal que una infermera la subjecti mentre el metge la seda. El metge li diu a la infermera que és estrany que la Liz, que mai no ha vist la veritable morgue, sàpiga que és l'habitació número 22.
Després de diversos dies, Liz és donada d'alta de l'hospital. Va a l'aeroport per volar a la seva propera reserva a Miami Beach. Ella compra el seu bitllet i li diuen que anirà al vol 22. Comença a experimentar detalls sensorials del somni: té set, distreta pel tic-tac d'un rellotge que només ella pot escoltar, xoca amb una dona que porta un gerro que cau i cau. es trenca i escolta uns passos forts. Travessa l'asfalt fins al seu avió i puja les escales d'embarcament. Quan arriba al cim, una hostessa idèntica a la infermera del somni emergeix de la cabina. Ella diu: "Espai per a un més, amor". Cridant, la Liz baixa les escales ensopegant i torna corrents cap a la terminal. A l'exterior de la terminal, el vol 22 marxa fins a la pista, s'enlaira i explota.

## Narració de cloenda
| « | Señorita Elizabeth Powell, ballarina professional. Diagnòstic hospitalari: ansietat aguda provocada per l'excés de treball i la fatiga. Pronòstic: amb descans i cura, probablement es recuperarà. Però la cura d'alguns malsons no es troba a les revistes mèdiques conegudes. Busqueu-lo a "pocions per als mals somnis", que trobareu a la Dimensió Desconeguda. | » |

## Repartiment
- Barbara Nichols com a Liz Powell
- Jonathan Harris com el Doctor
- Fredd Wayne com a Barney Kamener
- Arline Sax com a infermera a la morgue / hostessa
- Mary Adams com a infermera
- Norma Connolly com a infermera nocturna
- Wesley Lau com a agent de la companyia aèria
- Angus Duncan com a revisor

## Producció
La història original de 1906 d'EF Benson presenta un gran protagonista masculí de mitjana edat anomenat Hugh Grainger del camp anglès que visita un amic a Londres. El persegueix un home vestit com un conductor d'autobús, però conduint un cotxe fúnebre tirat per cavalls. Veu el mateix home un mes després conduint un autobús que està implicat en un accident de cotxe tremend. L'anècdota de Cerf de 1944 presenta, en canvi, una jove novaiorquesa que visita la plantació de parents llunyans de Carolina, amb el cotxer del cotxe fúnebre que finalment es va revelar que era l'operador d'un ascensor d'edifici mèdic que cau en picat quan es trenquen els cables. A la pel·lícula de 1944, Dead of Night, el protagonista torna a ser un home, també amb el nom de Hugh Grainger, perseguit per un home que condueix un cotxe fúnebre, i té la premonició d'un accident mortal d'autobús.
Quan va començar la segona temporada de La Dimensió Desconeguda, la producció va ser informada per CBS que, a uns 65.000 dòlars per episodi, el programa estava superant el seu pressupost. Al novembre de 1960, 16 episodis, més de la meitat dels 29 projectats, ja estaven filmats, i cinc d'ells s'havien emès. Es va decidir que sis episodis consecutius (codi de producció #173-3662 a #173-3667) es gravarien en vídeo a CBS Television City a la manera d'un drama en directe i, finalment, es transferirien a una pel·lícula de 16 mil·límetres per a futures retransmissions redifoses. L'estalvi eventual va ascendir a només uns 30.000 dòlars per a les sis entrades, cosa que es va considerar insuficient per compensar la pèrdua de profunditat de la perspectiva visual que, en aquell moment, només podia oferir la pel·lícula. Els espectacles van acabar semblant poc millor que les telenovel·les enquadernades i, com a resultat, l'experiment es va considerar un fracàs i no es va tornar a intentar mai més.